# Hexazinone
L'hexazinone est un composé organique, de formule C12H20N4O2, utilisé comme herbicide à large spectre. C'est un solide incolore. Il présente une certaine solubilité dans l'eau, mais est très soluble dans la plupart des solvants organiques, à l'exception des alcanes.
Cet herbicide, qui appartient à la classe de la triazine, est fabriqué par DuPont et vendu sous le nom commercial de « Velpar ».
Son mode d'action est l'inhibition de la photosynthèse, ce qui en fait un herbicide non sélectif. Il est utilisé pour lutter contre les graminées et contre les plantes à feuilles larges et les plantes ligneuses. Aux États-Unis, son utilisation s'applique pour environ 33 % sur la luzerne, 31 % dans le secteur forestier, 29 % dans les zones industrielles, 4 % sur les parcours et les pâturages et moins de 2 % sur la canne à sucre. Son usage est interdit en France depuis 2007.
En 1989, l'hexazinone a été délibérément utilisée dans un acte de vandalisme pour empoisonner le Treaty Oak (en), arbre historique situé à Austin au Texas. Le coupable, Paul Cullen, a reçu neuf ans de prison pour cette ineptie.
L'hexazinone est un polluant omniprésent dans les eaux souterraines, en raison de sa solubilité dans l'eau.

## Synthèse
Il y a deux voies de synthèse de l'hexazinone qui ont le même nombre d'étapes, l'une partant du chloroformiate de méthyle réagissant sur le cyanamide :
et l'autre, partant de la méthylthiourée qui réagit sur le bromure ou l'iodure de méthyle :